# 米尔佐·图尔松扎德
米尔佐·图尔松扎德，（俄语：Мирзо́ Турсу́н-заде́，1911年5月2日—1977年9月24日），苏联文学家、翻译家。塔吉克苏维埃社会主义共和国人民诗人。曾任塔吉克苏维埃社会主义共和国文化部长、塔吉克作家联盟主席、苏联作家协会书记处书记。

## 生平
1911年5月2日生于卡拉达格的一木匠家庭。早年在卡拉达格寄宿学校上学，后就读于塔什干师范学校和塔吉克教育学院。1930年毕业后，在塔吉克《共青团报》编辑部任秘书，同年开始发表作品。
1932年，图尔松－扎德发表第一部诗集《胜利的旗帜》之后，又发表了诗歌《致缔造者们》、剧本《判决》、长诗《祖国的太阳》和《秋与春》等，均得到好评。他的诗歌具有现实主义特点，并带有东方的浪漫主义激情和格言风格。和其他作品一道，既确立了他在文坛的声誉，也决定了他各种体裁创作的进一步发展。
1936年，图尔松扎德与杰霍季合创了戏剧作品《霍斯鲁和希琳》，1939年完成了塔吉克第一部歌剧剧本《沃斯起义》，同年发表《诗选》，次年出版诗歌特写集《古萨尔山谷》，概括了他在人民革命前的思想和感受。1941年加入联共（布）。苏德战争期间，他创作了许多有名的诗篇，如《母亲的许可》、《从来不》、《仁慈的姐妹》，还有史诗性长诗《为祖国而战》和《祖国的儿子》等。这些作品表现了塔吉克战士的英雄主义和诗人对战争、苏维埃人民的力量及各民族友谊的思考。1943年，他根据民间传说创作了诗剧《塔希尔和祖赫拉》。
战后，图尔松扎德积极从事社会活动，1946年当选为塔吉克作协理事会主席和塔吉克党中央委员。同时也继续他的文学创作。1945年发表长诗《莫斯科来的未婚妻》，1948年因发表组诗《印度叙事诗》而获得该年度的斯大林奖金。1950年，他发表了另一部组诗《我来自自由的东方》，它与上一部组诗紧密呼应，记叙了他在亚洲几个国家访问的印象，及这些国家人民的生活和斗争。
50、60年代，图尔松扎德还创作了反映塔吉克人民生活和社会变化的长诗《赶车的哈桑》，它和长诗《亚洲的声音》同获1960年度列宁奖。另两部长诗《永恒之光》和《我亲爱的》，分别获得1960年和1963年塔吉克鲁达基国家奖。这些作品，有的反映了亚洲人民要求独立自由的呼声；有的则表现了诗人对个人、社会和生活的意义、公民理想和信念的思索。1970年发表的长诗《从恒河到克里姆林宫》，讴歌了东方各民族的革命斗争运动，描绘了列宁的形象。
图尔松扎德的诗歌，既有强烈的现实内容，又有浪漫主义的激情，还富有深刻的哲理。此外，他还著有文学评论《公民抒情诗断想》、《文学与生活》等。他天才的创作，为塔吉克和苏联文学的发展作出了贡献，同时也使他获得许多荣誉，1951年起当选塔吉克苏维埃社会主义共和国科学院院士。1959年起，一直担任苏联作家协会书记处书记。1961年被授予“塔吉克共和国人民诗人”称号。1967年被授予“社会主义劳动英雄”称号；并获得当年的苏联亚非团结委员会主席、世界和平委员会主席团委员、尼赫鲁国际奖。
1977年9月24日于杜尚别去世，享年66岁。葬于卢乔布公园。
图尔松扎德是苏共22-25大代表；第2届苏联最高苏维埃民族院代表，第3-9届苏联最高苏维埃联盟院代表。

## 荣誉
苏联：
- 1948年斯大林奖二等奖（组诗《印度叙事诗》）
- 1960年列宁奖（诗歌《赶车的哈桑》、《亚洲的声音》）
- 塔吉克苏维埃社会主义共和国鲁达基国家奖（1960，1963）
- 塔吉克苏维埃社会主义共和国人民诗人称号（1961）
- 社会主义劳动英雄称号（1967）
- 塔吉克苏维埃社会主义共和国列宁共青团奖（1971）
- 四次列宁勋章（1948,1949,1954,1967）
- 十月革命勋章（1971）
- 三次劳动红旗勋章（1939，1957.1，1957.4）
- 两次荣誉勋章（1946,1965）
- 劳动英勇奖章（1941）
- 纪念列宁诞辰一百周年奖章

保加利亚：
- 二级西里尔与美多德勋章

印度：
- 尼赫鲁国际奖（1967）

塔吉克斯坦：
- 塔吉克斯坦英雄称号（2001年追授）